# تسالی ۱۱۶۱
سیارک ۱۱۶۱ (به انگلیسی: 1161 Thessalia، نامگذاری:1929SF) هزار و صد و شصت و یکمین سیارک کشف شده‌است که در ۲۹ سپتامبر ۱۹۲۹ و در هایدلبرگ کشف شد.
قدر مطلق سیارک برابر ۱۱٫۶۰ است.